# Kleine niltava
De kleine niltava (Niltava macgrigoriae) is een zangvogel uit de familie Muscicapidae (vliegenvangers).

## Verspreiding en leefgebied
Deze soort telt 2 ondersoorten:
- N. m. macgrigoriae: de westelijke en centrale Himalaya.
- N. m. signata: van de oostelijke Himalaya tot zuidelijk China en noordelijk en centraal Indochina.